# Сіккімський демократичний фронт
Сіккімський демократичний фронт (англ. Sikkim Democratic Front) — найбільша та правляча з 1994—2019 року партія індійського штату Сіккім. Головою партії зараз Колишній є прем'єр-міністр Сіккіму Паван Кумар Чамлінґ. Партія виграла вибори 1994, 1999 і 2004 років у штаті, підтверджуючи статус плавлячої, за результатами виборів 2004 року партія має 31 місце з 32 в Ассамблеї штату. Крім того, партія має одне місце в Лок Сабха — федеральному парламенті Індії.